# Eriozona tricolorata
Eriozona tricolorata är en tvåvingeart som beskrevs av Huo, Ren och Zheng 2007. Eriozona tricolorata ingår i släktet barrblomflugor, och familjen blomflugor. Inga underarter finns listade i Catalogue of Life.